# Greatest Hits (musikalbum av Ice Cube)
Greatest Hits är ett samlingsalbum av den amerikanska rapparen Ice Cube, släppt 4 december 2001. Albumet samlar 17 av Ice Cubes mest populära låtar, och två låtar var exklusiva till albumet, "$100 Bill Y'all" och "In the Late Night Hour".
Albumet debuterade på plats 54 på Billboard 200-listan, och sålde 68 000 kopior första veckan.

## Låtlista
| Nr           | Titel                                                      | Originalalbum                             | Längd   |
| ------------ | ---------------------------------------------------------- | ----------------------------------------- | ------- |
| 1.           | "Pushin' Weight" (feat. Mr. Short Khop)                    | War & Peace Vol. 1 (The War Disc)         | 4:34    |
| 2.           | "Check Yo Self" (Remix) (feat. Das EFX)                    | Bootlegs & B-Sides                        | 4:15    |
| 3.           | "We Be Clubbin'"                                           | The Players Club                          | 4:46    |
| 4.           | "$100 Bill Y'all"                                          |                                           | 3:39    |
| 5.           | "Once Upon a Time in the Projects"                         | AmeriKKKa's Most Wanted                   | 3:40    |
| 6.           | "Bow Down" (med Westside Connection)                       | Bow Down                                  | 3:26    |
| 7.           | "Hello" (feat. MC Ren och Dr. Dre)                         | War and Peace - Volume 2 (The Peace Disc) | 3:51    |
| 8.           | "You Can Do It" (feat. Mack 10 och Ms. Toi)                | War and Peace - Volume 2 (The Peace Disc) | 4:19    |
| 9.           | "You Know How We Do It"                                    | Lethal Injection                          | 3:52    |
| 10.          | "It Was a Good Day"                                        | The Predator                              | 4:20    |
| 11.          | "Bop Gun (One Nation)" (Radio Edit) (feat. George Clinton) | Lethal Injection                          | 4:47    |
| 12.          | "What Can I Do?" (Remix) (feat. Mack 10)                   | Lethal Injection                          | 4:24    |
| 13.          | "My Summer Vacation"                                       | Death Certificate                         | 3:56    |
| 14.          | "Steady Mobbin'"                                           | Death Certificate                         | 4:09    |
| 15.          | "Jackin' for Beats"                                        | Kill at Will                              | 2:57    |
| 16.          | "The Nigga Ya Love to Hate"                                | AmeriKKKa's Most Wanted                   | 3:13    |
| 17.          | "In the Late Night Hour" (feat. Pusha T)                   |                                           | 3:57    |
| Total längd: | Total längd:                                               | Total längd:                              | 1:08:05 |